# اعتناق اليهودية

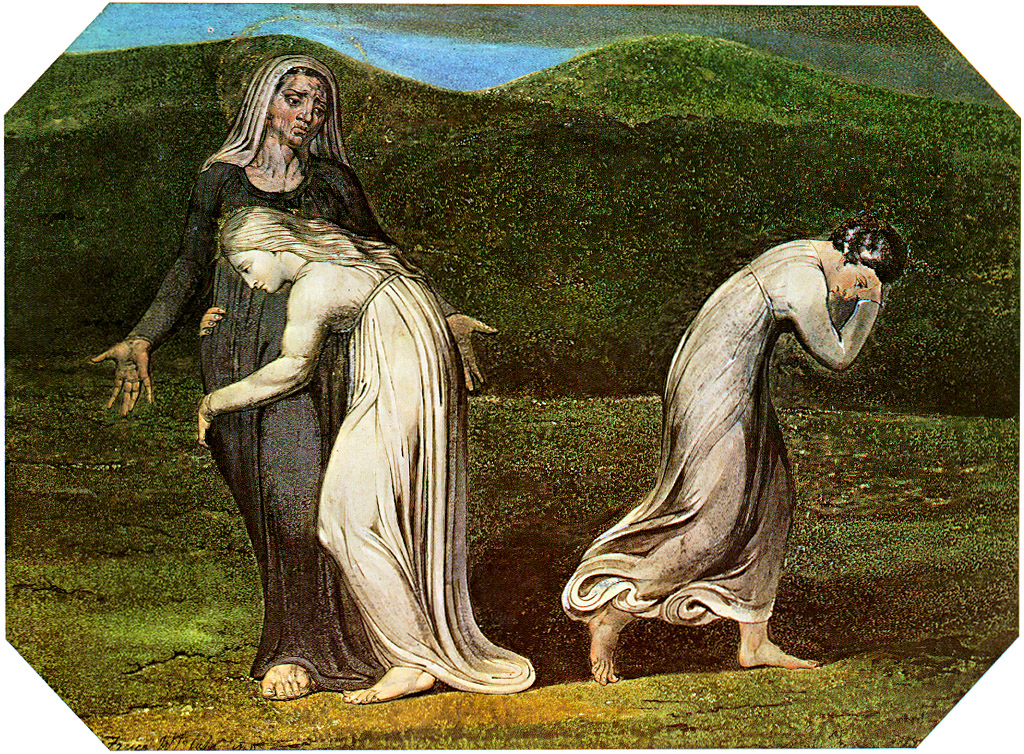
ناشدت نعمي راعوث وعرفة بالعودة إلى أرض موآب بقلم ويليام بليك, 1795

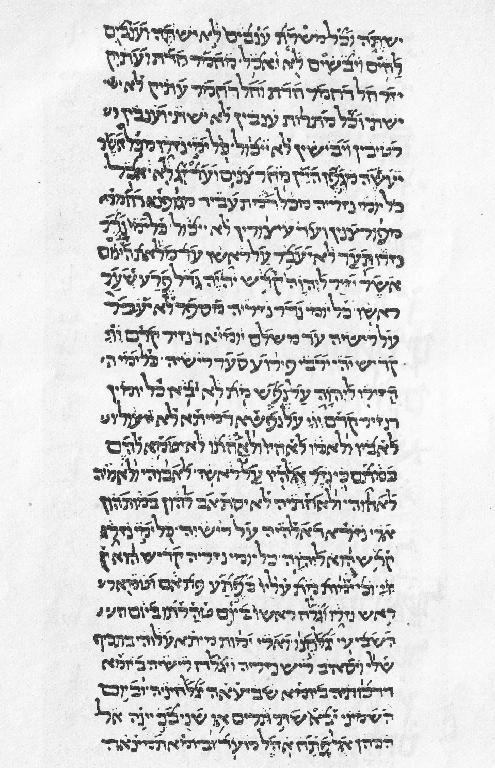
جزء من أسفار موسى الخمسة في العبرية، المكتبة البريطانية شرقية MS. 1497 يحتوي على أرقام 6: 3-10, مؤرخة في القرن الثاني عشر. خطوط أسفار موسى الخمسة تتناوب مع الترجوم المنسوبة إلى Onkelos (تحول إلى اليهودية)

التحول إلى اليهودية (بالعبرية: גיור جيور‏) هي العملية التي من خلالها يتبنى غير اليهود الديانة اليهودية ويصبحوا أعضاءً في المجتمع الديني اليهودي. وبالتالي فهو يشبه كلا من التحول إلى ديانات أخرى والتجنيس. تعتمد إجراءات ومتطلبات التحويل على المذهب الراعي. لا يعتبر التحويل وفقًا لعملية التصنيف ضمانًا للاعتراف به من قبل فئة أخرى. عادةً ما يتم التعرف على التحويلات التي تقوم بها الطوائف الأكثر صرامة من قبل الفئات الأقل صرامة، ولكن ليس العكس. في بعض الأحيان، يتم التحويل الرسمي أيضًا من قبل الأفراد الذين يتم التشكيك في أصلهم اليهودي أو عدم التأكد منه، حتى لو نشأوا يهودًا، ولكن قد لا يُعتبرون في الواقع يهودًا وفقًا للقانون اليهودي التقليدي.
في بعض الحالات، قد يتخلى الشخص عن التحول الرسمي إلى اليهودية ويتبنى بعض أو كل المعتقدات والممارسات اليهودية. ومع ذلك، بدون التحول الرسمي، سيرفض العديد من اليهود المتدينين وضع اليهود الذين اعتنقوا المسيحية.
هناك بعض الجماعات التي تبنت العادات والممارسات اليهودية. على سبيل المثال، تبنى Subbotniks في روسيا معظم جوانب اليهودية دون التحول الرسمي إلى اليهودية. ومع ذلك، إذا رغب Subbotniks, أو أي شخص بدون تحول رسمي، في الزواج من مجتمع يهودي تقليدي أو الهجرة إلى إسرائيل بموجب قانون العودة، فيجب أن يكون لديهم تحول رسمي.

## المصطلح
تأتي كلمة جير من الفعل العبري لاغور (לגור معنى «الإقامة» أو «ليتغرب [مع].» يُعرَّف جير في الكتاب المقدس العبري بأنه «أجنبي» أو «مقيم». كتب الحاخام مارك أنجيل:
إن تفسير الملاك للمعنى الحرفي لكلمة «جير» على أنه كائن فضائي تم إثباته في آيات الكتاب المقدس سفر اللاويين 19:34:
هناك مقطع آخر قد يكون ذا صلة بعملية التحول إلى النساء غير اليهوديات اللائي تم أسرهن في الحرب ويمكن تبنيهن قسرًا كزوجات (سفر التثنية 21:10–14). آية أخرى تم تفسيرها على أنها تشير إلى تحول غير اليهود إلى اليهودية وهي إستير 8:17, على الرغم من عدم وصف أي عملية. (أستير 8:17).
يتم تقديم الكلمة من قبل «المرتد» اليونانية كما هي مستخدمة في الترجمة السبعينية للدلالة على «غريب».  ويشار إلى تحويل الذكور إلى اليهودية إلى جانب العبرية كلمة الألماني (بالعبرية: גר‏), الجمع (بالعبرية: גרים‏) gerim والمرأة التي تحولت هي جيوريت . في جميع فروع اليهودية، يعتبر جير أو جيوريت يهوديًا كاملًا، يشير المعنى الحرفي لكلمة «غريب» أو «مقيم» أو «أجنبي» إلى أصل المتحول، وليس الوضع الحالي.  في اليهودية القرائية، يشير المصطلح ger فقط إلى غير اليهودي الذي لم يتحول بعد إلى اليهودية بشكل كامل، وبمجرد أن تحول إلى Karaitism, لم يعد يسمى ger.
في التلمود، يستخدم ger في معنيين: يشير ger tzedek إلى «المتحول الصالح», وهو المرتد إلى اليهودية، و ger toshav, وهو ساكن غير يهودي في أرض إسرائيل يلتزم بقوانين نوح السبعة وقد تبرأ كل الروابط مع عبادة الأصنام. في اللغة العبرية الحديثة، المصطلح غير المؤهل ger يعني ger tzedek.

## ملخص
وفقًا لما ذكره موسى بن ميمون (Isurei Biah 13:14), تم قبول المتحولين منذ بداية التاريخ اليهودي، وكانت الزوجات الأجنبيات للقادة اليهود - مثل شمشون وسليمان - من المتحولين. ومع ذلك، يقول (Isurei Biah 13:15), أنه في أوقات السلطة السياسية اليهودية، مثل أيام الملك داود وسليمان، لم تقبل باتي دينيم (المحاكم اليهودية) المتحولين الذين ربما لم تكن لديهم النية الصحيحة، وكان عليهم الانتظار وإثبات نواياهم ليتم قبولهم قانونًا.
في الوقت الحاضر، مع استثناء ملحوظ لبعض المجتمعات اليهودية السورية، (في المقام الأول مجتمعات بروكلين ونيويورك وديل ونيوجيرسي), جميع أشكال اليهودية السائدة اليوم مفتوحة للمتحولين المخلصين، مع قبول جميع الطوائف المتحولين عن طريق طوائفهم. تختلف القواعد بين الطوائف، وكذلك قبول تحويل بعض الطوائف من قبل الطوائف الأخرى.
بالنسبة لليهودية الحاخامية، تستند القوانين التي تحكم التحويل (gerut) إلى قوانين ونصوص قانونية، بما في ذلك المناقشات في التلمود، من خلال Shulkhan Arukh والتفسيرات اللاحقة. (تستند العديد من المبادئ التوجيهية لقبول المتحولين إلى سفر راعوث والطريقة التي تم بها جلب راعوث إلى الحظيرة من خلال حماتها، نعمي). تعتبر هذه القواعد موثوقة من قبل اليهودية الأرثوذكسية واليهودية المحافظة.[بحاجة لمصدر]
داخل الأرثوذكسية، من المفهوم بشكل عام أن الهالاخا لا تشجع التبشير إلى حد ما، ويتم تثبيط الجرأة الدينية إلى حد ما. غالبية الحاخامات يرفضون المتحولين المحتملين ثلاث مرات، وإذا ظلوا مصرين على رغبتهم في التحول، فسيسمحون لهم ببدء العملية. ليس لهذه الممارسات أي أساس متين في النص المكتوب، وعلى الرغم من أنها قد تكون ممارسة في بعض المواقع، إلا أنها لم تكن عامة، ولم يتبع عدد من الحاخامات هذه الممارسات.
من أجل التحول، يجب أن يكون لدى المرشح للتحويل ختان (ذكور) ويغمر في الميكفاه قبل كوشير بيث دين, ويتألف من ثلاثة ذكور يهود شومير يوم السبت. هناك أيضًا شرط لقبول الوصايا (على الرغم من أنها ليست بالضرورة التزامًا بالحفاظ على mitzvot), على الرغم من أنه بدون هذه الخطوة، هناك العديد من السلطات التي ستقبل التحويل على أنه صالح. في الماضي، من المحتمل أن تكون التحويلات قد حدثت مثل هذا، وكانت لامركزية، ومقبولة عالميًا بمجرد إجرائها.
اليوم، أصبحت العملية أكثر مركزية، حيث يتعين على مرشح التحول إقناع حاخام وصدقهم، وعادة ما يكون هناك قدر كبير من الدراسة. سيتم بعد ذلك اختبارها وقبولها رسميًا، ويتم إصدار التحويل مع Shtar geirut («شهادة التحويل»). عندما تصبح عملية التحول أكثر مركزية، لا يوجد سوى عدد محدود من محاكم التحول الدائمة «المقبولة» من قبل الحاخامية الرئيسية لإسرائيل.
ومع ذلك، هناك عدد من الحاخامات المستعدين لإجراء تحويلات لامركزية، ويتم التعرف عليهم من قبل بعضهم البعض. اثنان من أبرز هؤلاء الحاخامات هما تشاك ديفيدسون وحاييم امسلم.
تأخذ اليهودية المحافظة نهجًا أكثر تساهلاً في تطبيق قواعد الشريعة من اليهودية الأرثوذكسية الحديثة. يعتمد نهجها في صحة التحويلات على ما إذا كان إجراء التحويل يتبع القواعد الحاخامية، بدلاً من موثوقية أولئك الذين يؤدونها أو طبيعة الالتزامات التي تعهد بها المتحول.[بحاجة لمصدر] وفقًا لذلك، قد يقبل بصحة بعض التحويلات الإصلاحية وإعادة الإعمار، ولكن فقط إذا تضمنت الانغماس في حمام طقسي (مميكفاه), والمثول أمام محكمة حاخامية (بيت دين), وختان الرجال (بريت ميلا) أو الختان الرمزي للمختونين بالفعل (سد حتافات بريت).[بحاجة لمصدر]
متطلبات الإصلاح اليهودية للتحويلات مختلفة. تنص المذهب على أن «الأشخاص الذين يفكرون في التحول من المتوقع أن يدرسوا اللاهوت والطقوس والتاريخ والثقافة والعادات اليهودية والبدء في دمج الممارسات اليهودية في حياتهم. يختلف طول وشكل الدورة الدراسية من حاخام إلى حاخام ومن مجتمع إلى مجتمع، على الرغم من أن معظمهم يحتاجون الآن إلى دورة في اليهودية الأساسية والدراسة الفردية مع حاخام، بالإضافة إلى حضور الخدمات والمشاركة في الممارسة المنزلية وحياة الكنيس.».
على الرغم من أنه قد يتم قبول تحويل الرضيع في بعض الظروف (على سبيل المثال في حالة الأطفال المتبنين أو الأطفال الذين تحول والديهم), فإن الأطفال الذين يتحولون إلى دين يُسألون عادةً عما إذا كانوا يريدون البقاء يهودًا بعد بلوغ سن الرشد الديني - وهو 12 عامًا لفتاة و 13 للصبي. يتم تطبيق هذا المعيار من قبل اليهودية الأرثوذكسية والمحافظة، والتي تقبل الهالاخا على أنها ملزمة.
تقدر اليهودية التعميرية رمزية طقوس التحول، وتشجع أولئك الذين لم يولدوا لأبوين يهوديين والذين يرغبون في التحول إلى الخضوع لطقوس العبور هذه. تتضمن الدورة الدراسية لإعادة الإعمار للمحول المرتقب، والتي يحددها الحاخام والجماعة التي يعمل معها الفرد، التاريخ والالتزام والمعتقدات وتعلم كيفية اتخاذ خيارات مستنيرة. يتسم إتمام العملية بالانغماس في طقوس الرجال والنساء، الختان أو سد حتافات بريت (قطرة دم رمزية) للرجال (ما لم يكن هناك خطر جسدي أو عاطفي غير عادي), a Bet Din (حوار مع ثلاثة يهود عارفين، واحد منهم على الأقل حاخام), وغالبًا ما يكون حفل ترحيب عام.
الكارايت اليهودية لا تقبل اليهودية الحاخامية ولها متطلبات مختلفة للتحول. تقليديا، غير التبشير، تم مؤخرا رفع امتناع اليهودية القرائية طويل الأمد عن التحول. في 1 أغسطس 2007, ورد أن القرائين قاموا بتحويل أعضائهم الجدد الأوائل منذ 500 عام. في احتفال أقيم في كنيسهم في شمال كاليفورنيا، أقسم عشرة بالغين وأربعة قاصرين الولاء لليهودية بعد إكمال عام من الدراسة. يأتي هذا التحول بعد 15 عامًا من إلغاء مجلس الحكماء القرائين الحظر الذي فرضه منذ قرون على قبول المتحولين.

## متطلبات
و Amoraim الذي أنتج التلمود مجموعة من ثلاثة شروط ل تحويل اليهودية (Keritot 8B), والتي يجب أن شهدت وأكد من قبل بيت الدين محكمة hedyot الحاخامية مكونة من ثلاثة ذكور اليهودية فوق سن الثالثة عشرة (أنها لا تحتاج إلى أن تكون الحاخامات):
- الختان (بريت ميلاه) للرجال[16]
- الغطس في حمام طقسي (مكفيه) لكل من الرجال والنساء
- تقديم ذبيحة معينة (قربان) في الهيكل (بيت حميكداش) - يتم تأجيل هذا المطلب في حين أن الهيكل غير موجود حتى يحين وقت إعادة بنائه.

يتطلب إجماع سلطات الهلاخية أيضًا أن يتحول المتحول إلى فهم وقبول واجبات القانون اليهودي الكلاسيكي. لم يتم ذكر هذا صراحة في التلمود، ولكن تم الاستدلال عليه من قبل المعلقين اللاحقين.
بعد التأكد من استيفاء جميع هذه المتطلبات، يصدر بيت الدين «شهادة تحويل» (Shtar Giur), تشهد بأن الشخص يهودي الآن.

## مناقشة مبكرة حول شرط الختان
ووفقا ل موسوعة اليهودية المادة على ختان المرتدون، في القرن الأول حقبة عامة، قبل المشناه تم تحريرها، والشرط لختان المرتدون هو قضية مفتوحة بين المتعصبين والأحزاب الليبرالية في إسرائيل القديمة. جادل ر. جوشوا أنه بالإضافة إلى قبول المعتقدات والقوانين اليهودية، يجب أن يخضع المتحول المحتمل إلى اليهودية للانغماس في المكفيه . في المقابل، يجعل R. Eliezer الختان شرطًا للتحويل. هناك جدل مماثل بين Shammaites و Hillelites تعطى بخصوص المرتد ولد بدون القلفة: فالأول يطالب إراقة قطرة دم الرمزي للبريت Milah, وبالتالي الدخول في العهد. هذا الأخير يعلن أنه غير ضروري.
في المناقشات حول ضرورة الختان لأولئك المولودين من أم يهودية، مما يقدم بعض الدعم لضرورة ختان المتحولين، يقول المدراش: «إذا قبل أبناؤك إلهي [من خلال الختان] سأكون إلههم وأحضرهم في الأرض، ولكن إذا لم يحترموا عهدي فيما يتعلق بالختان أو السبت، فلن يدخلوا أرض الميعاد» (مدراش سفر التكوين رابا السادس والعشرون). «المحافظون على السبت غير المختونين دخلاء ويستحقون العقاب» (مدراش ديوت. رباح).
ومع ذلك، فإن وجهة النظر المعارضة مدعومة في التلمود البابلي: «الرجل الذي اعتنق الإسلام، والذي تم غمره ولم يتم ختانه، أو مختونًا ولكنه غير مغمور، هو تحول».
فلافيوس يوسيفوس في الآثار اليهودية الكتاب 20 الفصل 2 المسجلة قصة الملك Izates من حدياب الذين قرروا اتباع شريعة موسى في المشورة من تاجر يهودي اسمه حنانيا. وقال انه كان على وشك الحصول على الختان، ولكن والدته هيلين من نفسها احتضنت العادات اليهودية، ينصح ضدها على أساس أن المواضيع لن تقف إلى أن يحكمها شخص يتبع مثل «شئ غريب الطقوس.» حنانيا كما نصح ضدها، على أساس أن عبادة الله كانت متفوقة على الختان (روبرت إيزنمان في يعقوب أخي يسوع يدعي أن حنانيا هو بولس الطرسوسي الذي عقد وجهات نظر مماثلة، على الرغم من أن هذا هو الرواية الشفوية التي تفتقر إلى الدعم في تعميم المنح الدراسية) وأن الله سوف يغفر له خوفا من رعاياه. حتى Izates قررت ضدها. ومع ذلك، في وقت لاحق، «معين أخرى اليهودي الذي خرج من الجليل، اسمه Eleazar» من كان ضليعا في القانون، أقنعته أنه ينبغي، على أساس أنها شيء واحد لقراءة القانون شيء آخر لممارسة ذلك، وهكذا فعل. مرة واحدة هيلين حنانيا على ضرب من خوف شديد من العواقب المحتملة، ولكن كما يوسيفوس، نظر الله بعد Izates. كما له عهد وكان السلمية المباركة، هيلين زار معبد القدس أن أشكر الله، حيث كان هناك مجاعة رهيبة في ذلك الوقت أنها جلبت الكثير من المواد الغذائية والمساعدات إلى سكان القدس.

## الممارسة الحديثة
تختلف متطلبات التحول إلى حد ما داخل الفروع المختلفة لليهودية، لذلك غالبًا ما يكون ما إذا كان التحويل معترفًا به من قبل طائفة أخرى أم لا مسألة محفوفة بالسياسة الدينية. يُستمد الرفض الأرثوذكسي للتحولات غير الأرثوذكسية بدرجة أقل من الهواجس في عملية التحويل نفسها، نظرًا لأن التحويلات المحافظة وحتى بعض التحويلات الإصلاحية تشبه ظاهريًا إلى حد كبير التحويلات الأرثوذكسية فيما يتعلق بالمدة والمحتوى، ولكن بدلاً من ذلك من المفترض أن التحول لم يكن صحيحًا. (أي وفقًا للتقاليد) تم تعليمه في القانون اليهودي، ولإجراء التحويل فرصة ألا يتم بشكل صحيح، وأن أولئك الذين يشرفون على العملية (على الأرجح) لم يكونوا مؤهلين لاختبار التحول (وعلى أي حال سيكون لديهم كانت إجابات مختلفة).
بشكل عام، يعد الانغماس في المكفيه جزءًا مهمًا من التحويل التقليدي. إذا كان الشخص المتحول ذكرًا، فإن الختان جزء من عملية التحول التقليدية أيضًا. إذا كان الذكر المتحول قد تم ختانه بالفعل، فسيتم القيام بطقوس إزالة قطرة دم واحدة (سد حتافات بريت). ومع ذلك، فإن الفروع الأكثر ليبرالية في اليهودية لديها متطلبات أكثر استرخاءً من الغمر والختان.

## نضج
يُطلب من الشخص الذي يتحول إلى قاصر (أصغر من 12 لفتاة و 13 للصبي) أن يفي بمتطلبات التحول، أي الختان والميكفاه، لكن لا يُطلب منه أداء «قبول الميتسفوث». يتم التحويل بدلاً من ذلك بالدعوة بيت الدين, ويتم القبول من قبل بيت الدين الذي يترأس التحويل. يعيش الطفل كيهودي حتى بار متسفا، وبعد ذلك يكون لديه خيار رفض تحوله. بمجرد قبولهم الاستمرار كيهودي، لا يمكن رفض التحول.

## إصلاح وجهات النظر اليهودية
في الولايات المتحدة، ترفض اليهودية الإصلاحية المفهوم القائل بأن أي قواعد أو طقوس يجب اعتبارها ضرورية للتحول إلى اليهودية. في أواخر القرن التاسع عشر، عقد المؤتمر المركزي للحاخامات الأمريكيين، الهيئة الرسمية لحاخامات الإصلاح الأمريكيين، قرارًا رسميًا للسماح بدخول المتحولين «دون أي طقوس أو احتفال أو مراسم على الإطلاق». (CCAR Yearbook 3 (1893), 73-95, American Reform Response (ARR), رقم 68, في 236-237.)
على الرغم من أن هذا القرار قد تم فحصه بشكل نقدي من قبل العديد من حاخامات الإصلاح، إلا أن القرار لا يزال يمثل السياسة الرسمية لليهودية الإصلاح الأمريكية (CCAR Responsa «الختان لتحول عمره ثماني سنوات» 5756.13 و Solomon Freehof, Reform Responsa for Our Time, No . 15.) وهكذا، لا تتطلب اليهودية الإصلاحية الأمريكية الانغماس في طقوس المكفيه أو الختان أو قبول ميتزفوت كمعيار. يوصى بالمثول أمام بيت دين، لكن لا يعتبر ضروريًا. يُطلب من المتحولين الالتزام بالمعايير الدينية التي وضعها مجتمع الإصلاح المحلي.
في الممارسة الفعلية، يتم تحديد متطلبات تحويل أي فرد من قبل الحاخام الذي يرعى التحول. عادة، يطلب حاخامات الإصلاح من المتحولين المحتملين أن يأخذوا دورة دراسية في اليهودية، مثل دورة «مقدمة إلى اليهودية», للمشاركة في العبادة في كنيس، والعيش كيهودي (على الرغم من أن الحاخام يفسره الفرد) لفترة من الزمن. فترة سنة واحدة شائعة، على الرغم من اختلاف متطلبات الحاخامات الفردية. عندما يشعر الحاخام الراعي أن المرشح جاهز، قد يتم عقد اجتماع بيث دين. كما أن طقوسًا أخرى مثل الغمر في مكفاه, والختان (أو سد حتفت بريت), والاحتفال العام للاحتفال بالتحول، تخضع أيضًا لتقدير الحاخام.

## وجهات النظر بين الطوائف
رداً على الاختلافات الهائلة الموجودة داخل مجتمع الإصلاح، حاولت الحركة اليهودية المحافظة وضع نهج دقيق. حزب المحافظين جنة القانون اليهودي ومعايير أصدرت رأيا قانونيا يجوز مشيرا إلى أن التحويلات الإصلاح قبلت صحيحا فقط عندما تتضمن الحد الأدنى من متطلبات [هلشك المحافظة من milah و t'vilah, المثول أمام المحافظين بيت الدين، وبالطبع من المحافظين دراسة. (وقائع لجنة القانون اليهودي والمعايير: 1980-1985, ص. 77-101.)
بشكل عام، تعتبر فروع اليهودية الأرثوذكسية أن التحويلات غير الأرثوذكسية إما غير كافية أو مشكوك في امتثالها للشريعة الإسلامية، وبالتالي فإن هذه التحويلات غير مقبولة من قبل هذه الفروع اليهودية. على العكس من ذلك، تقبل كل من اليهودية المحافظة والإصلاح عملية التحول الأرثوذكسي على أنها صالحة. منذ عام 2008, ترفض المحاكم الدينية الأرثوذكسية الحريدية في إسرائيل اعتناق عدد من الحاخامات الأرثوذكس، لأن الحاخامية الكبرى لا تقبل سلطة الحاخامين الرئيسين.

## الجدل بين الأرثوذكس
في عام 2008, ألغى بداتز الذي يهيمن عليه الحريديم في إسرائيل آلاف التحولات التي أجرتها الحاخامية العسكرية في إسرائيل. الحاخامية الرئيسية لإسرائيل، وهي السلطة الوحيدة المعترف بها من قبل الدولة في الشؤون الدينية، بدعم من الحاخام عوفاديا يوسف، حكمت ضد هذا الأمر، مما جعل الإلغاء باطلًا قانونيًا لأغراض القانون الإسرائيلي.

## برنامج الكندي الأرثوذكسي
هناك نوعان من برامج التحويل الأرثوذكسي في مونتريال. يتكون أحدهما من بيت دين (محكمة يهودية) لحاخامات أعضاء جماعة من المجلس الحاخامي الأمريكي، منطقة مونتريال (RCA). يوفر هذا البرنامج طريقة للتحويل وفقًا لقواعد الهالاخاه الصارمة مع جعل العملية أكثر «سهولة في الاستخدام» للأفراد غير اليهود الذين يسعون إلى نهج «عملي» أو «أرثوذكسي حديث». البرنامج الثاني يشرف عليه مجلس الجالية اليهودية في مونتريال، Vaad Hair .
يجب أن يكون لجميع المرشحين الذين تحولوا إلى اعتناق الإسلام - الذين يمكن أن يشملوا عازبين وأزواج غير يهود وقضايا التبني - حاخامًا راعيًا ويخضعون لعملية فحص صارمة. التحويلات الناتجة عن كلا البرنامجين معترف بها في إسرائيل وحول العالم.

## وجهات النظر القرائطية
اعتبارًا من عام 2006, بدأ Moetzet Hakhamim (مجلس الحكماء) بقبول المتحولين إلى اليهودية القرائية من خلال الجامعة اليهودية القرائية. تتطلب العملية سنة واحدة من التعلم، والختان (للذكور), وأخذ النذر الذي أخذته راعوث.
قالب:Rtl-para

 "بالنسبة إلى أين أنت ذاهب، وسوف تذهب، وحيث انك استضاف، وسوف تتقدم، يجب شعبك يكون شعبي وإلهك إلهي؛ حيث أنت ديست، سوف أموت، وهناك سيتم دفن I, LORD افعلوا ذلك بي، وأكثر من ذلك أيضًا، إذا كان الموت يفصل بيني وبينك. سفر راعوث 1:16-17

## محاولات لحل مشكلة «من هو اليهودي؟» القضية

### الخمسينيات: مقترح مشترك بيت الدين
في الخمسينيات من القرن الماضي، انخرط الحاخام جوزيف سولوفيتشيك وأعضاء آخرون في المجلس الحاخامي الأمريكي في سلسلة من المفاوضات الخاصة مع قادة الجمعية الحاخامية لليهودية المحافظة، بمن فيهم شاول ليبرمان . كان هدفهم إنشاء بيت دين أرثوذكسي - محافظ مشترك لجميع اليهود في الولايات المتحدة. سيخلق معايير مجتمعية للزواج والطلاق. كان من المقرر أن يكون على غرار الحاخامية الإسرائيلية الرئيسية، حيث كان جميع القضاة من الأرثوذكس، في حين كان سيتم قبوله من قبل حركة المحافظين الأكبر على أنه شرعي. أنشأ الحاخامات المحافظون في الجمعية الحاخامية مؤتمرًا مشتركًا حول القانون اليهودي, وخصص عامًا لهذا الجهد. 
لعدد من الأسباب، لم ينجح المشروع. وفقًا للحاخام الأرثوذكسي لويس بيرنشتاين، كان السبب الرئيسي لفشلها هو إصرار الحاخامات الأرثوذكس على موافقة مجلس الحاخامين المحافظين على طرد الحاخامات المحافظين بسبب الإجراءات التي اتخذوها قبل تشكيل بيت الدين الجديد، ورفضت جمعيّة الربّان القيام بذلك. ووفقا لالأرثوذكسية الحاخام إيمانويل راكمان، الرئيس السابق للRCA, وكان السبب الرئيسي لفشلها في الضغط من الحريدية الحاخامات الأرثوذكس، الذين اعتبروا أن أي تعاون بين الأرثوذكسية والمحافظة كان ممنوعا. في عام 1956, كتب الحاخام هاري هالبيرن، من المؤتمر المشترك, تقريرًا عن زوال بيت الدين هذا. يكتب أن المفاوضات بين الطائفتين الأرثوذكسية والمحافظة قد اكتملت وتم الاتفاق عليها، ولكن بعد ذلك طلب RCA مطلبًا جديدًا: يجب على RA "فرض عقوبات صارمة" على الحاخامات المحافظين على الإجراءات التي اتخذوها قبل تشكيل بيت الدين الجديد. يكتب هالبيرن أن جمعية RA "لم تستطع الموافقة على تأديب أعضائنا بصرامة بناءً على طلب مجموعة خارجية. ومضى في الكتابة أنه على الرغم من الجهود اللاحقة التي بُذلت للتعاون مع الأرثوذكس، تم توزيع رسالة من أحد عشر ييشيفاس تعلن أن الحاخامات الأرثوذكس ممنوعون من التعاون مع الحاخامات المحافظين.

### 1978-1983: برنامج دنفر، النسب الأبوي
في دنفر، كولورادو، تم تشكيل بيت دين مشترك بين الأرثوذكسية والتقليدية والمحافظة والإصلاحية لتعزيز المعايير الموحدة للتحول إلى اليهودية. كان عدد من الحاخامات من الأرثوذكس وكان لديهم سميكا من المدارس الدينية الأرثوذكسية، لكنهم كانوا يخدمون في المعابد اليهودية دون ميتشيتزا، كانت تسمى هذه المعابد اليهودية التقليدية . على مدى خمس سنوات أجروا حوالي 750 تحولًا إلى اليهودية. ومع ذلك، في عام 1983 تم حل بيت دين المشترك، بسبب القرار اليهودي الإصلاحي الأمريكي الأحادي الجانب لتغيير تعريف اليهودية.
على وجه التحديد، في عام 1983, أصدر المؤتمر المركزي للحاخامات الأمريكيين قرارًا يتنازل فيه عن الحاجة إلى التحول الرسمي لأي شخص لديه والد يهودي واحد على الأقل قام بأعمال مؤكدة للهوية اليهودية. خرج هذا عن الموقف التقليدي الذي يتطلب التحول الرسمي إلى اليهودية للأطفال الذين ليس لديهم أم يهودية. لقي قرار عام 1983 الخاص بحركة الإصلاح الأمريكية استقبالًا متباينًا في المجتمعات اليهودية الإصلاحية خارج الولايات المتحدة. وعلى وجه الخصوص، رفضت الحركة الإسرائيلية لليهودية التقدمية النسب الأبوي وتطالب بالتحويل الرسمي لأي شخص بدون أم يهودية. ومع ذلك، في عام 2015, صوتت غالبية أعضاء جمعية حاخامات الإصلاح في بريطانيا لصالح ورقة موقف تقترح «أنه يمكن الترحيب بالأفراد الذين يعيشون حياة يهودية، والذين هم يهود أبويهم، في المجتمع اليهودي والتأكيد على أنهم يهود من خلال عملية فردية». صرح مجلس حاخامات الإصلاح البريطاني أن الحاخامات «سيكونون قادرين على اتخاذ قرارات محلية - صادقت عليها بيت الدين - تؤكد المكانة اليهودية.»
رحبت مجموعات الحريديم الأرثوذكسية بنهاية برنامج بيت دين المشترك، الذين اعتبروا البرنامج غير شرعي. علاوة على ذلك، حاولت مجموعات الحريديم منع الحاخامات غير الأرثوذكس من اتباع المتطلبات التقليدية للمتحولين باستخدام المكفيه . من وجهة نظر الحريديم، من الأفضل ألا يكون لديك أي اهتداء على الإطلاق من تحويل غير أرثوذكسي، لأن جميع التحويلات غير الأرثوذكسية ليست تحويلات حقيقية على الإطلاق وفقًا لهم.

### الثمانينيات: اقتراح مشترك بينبيت الدين الإسرائيلي
في الثمانينيات من القرن الماضي، عمل الحاخام الأرثوذكسي الحديث نورمان لام، روش يشيفا من جامعة يشيفا، إلى جانب حاخامات أرثوذكس أمريكيين وإسرائيليين آخرين مع حاخامات محافظين وإصلاحين للتوصل إلى حل لـ «من هو اليهودي؟» القضية. في عامي 1989 و 1990, قاد رئيس الوزراء الإسرائيلي يتسحاق شامير جهودًا لإيجاد طريقة للخروج من المأزق. 
تم وضع خطة من قبل سكرتير مجلس الوزراء الإسرائيلي الياكيم روبنشتاين، الذي تفاوض سرا لعدة أشهر مع حاخامات من المحافظين والإصلاح واليهودية الأرثوذكسية، بما في ذلك أعضاء هيئة التدريس في جامعة يشيفا، مع لام مثل روش يشيفا . كانوا يخططون لإنشاء لجنة مشتركة تقابل الأشخاص الذين تحولوا إلى اليهودية ويفكرون في الهجرة (الانتقال إلى دولة إسرائيل), وسوف يحيلونهم إلى بيت دين من شأنه أن يحول المرشح بعد الهلاخة التقليدية. توصلت جميع الأطراف المفاوضة إلى اتفاق: 
1. يجب أن تتم التحويلات حسب halakha
2. بيت دين (المحكمة الحاخامية) التي تشرف على التحول ستكون أرثوذكسية، ربما يتم تعيينها من قبل الحاخامية الرئيسية لإسرائيل، و
3. سيكون هناك حوار ثلاثي خلال العملية.

استهجن العديد من حاخامات الإصلاح الفكرة القائلة بأن بيت الدين يجب أن يكون هلاخياً وأرثوذكسيًا بشكل صارم، لكنهم وافقوا. ومع ذلك، عندما انتشر الخبر حول هذا المشروع، أصدر عدد من كبار الحاخامات الحريديين بيانًا استنكروا فيه المشروع ووصفوه بأنه «استهزاء بالهلاخة». صرح الحاخام موشيه شيرر، رئيس منظمة أغوداث إسرائيل العالمية، قائلاً «نعم لقد لعبنا دورًا في وضع حد لهذه المهزلة، وأنا فخور بأننا فعلنا ذلك». أدان نورمان لام هذا التدخل من جانب شيرير، مشيرًا إلى أن هذا كان «أكثر الأشياء ضررًا التي قام بها [شيرير] على الإطلاق في حياته المهنية التي تبلغ أربعين عامًا».
أراد الحاخام لام أن يكون هذا مجرد بداية لحل للانقسام اليهودي. وذكر أنه لو لم يتم تدمير خطة التحويل الموحدة هذه، فقد أراد توسيع هذا البرنامج ليشمل منطقة الطلاق اليهودي الشلاخي, وبالتالي إنهاء مشكلة ممزروت.

### 1997: اقتراح لجنة نيمان
في عام 1997 صدر عدد «من هو اليهودي؟» نشأ مرة أخرى في دولة إسرائيل، ودعم القادة الأرثوذكس مثل الحاخام نورمان لام لجنة نيمان، وهي مجموعة من الحاخامات الأرثوذكس والمحافظين والإصلاحيين الذين يعملون على تطوير برامج مشتركة للتحول إلى اليهودية. في عام 1997 ألقى لام خطابًا في المجلس العالمي للقيادة الأرثوذكسية، في غلين سبرينغز، نيويورك، حث فيه اليهود الأرثوذكس على دعم هذا الجهد.
أوصت اللجنة بإنشاء معهد مشترك للدراسات اليهودية، والذي سيكون جهدًا مشتركًا من قبل جميع التيارات الثلاثة لليهودية. كما أوصت اللجنة بضرورة عقد إجراءات التحويل نفسها في محاكم تحويل خاصة، ليتم الاعتراف بها من قبل جميع الطوائف في اليهودية. كان الغرض من الاقتراح هو منع حدوث شرخ في الشعب اليهودي، وفي نفس الوقت تحقيق ترتيب ترعاه الدولة من أجل التحول. في 7 سبتمبر 1998, تبنت الحكومة تقرير لجنة نئمان.
بعد عام، تم إنشاء المعهد المشترك للدراسات اليهودية، ومنذ ذلك الحين أصبح المشغل الرسمي لدورات التحويل في إسرائيل، بما في ذلك دورات التحويل العسكري. في عام 2015, تم تغيير اسم المعهد إلى Nativ - المركز الوطني للدراسات اليهودية والهوية والتحويل.

### فسخ التحويل
كان التطور الأخير هو مفهوم إلغاء التحويلات إلى اليهودية، أحيانًا بعد سنوات عديدة من حدوثها، بسبب انخفاض الالتزام الديني أو تغيير المجتمع من قبل المتحولين. هذا غير معروف في الأدب الحاخامي، حيث يعتبر التحول لا رجوع فيه. يشرح تشاك ديفيدسون، الخبير الأرثوذكسي الحديث في أزمة التحول هذه، «منذ العصور الوسطى فصاعدًا، كتب أعظم الحاخامات صراحة أنه حتى بعد التحول مباشرة لعبادة الأوثان، لا يزال الشخص يهوديًا». التبرير المقدم للتغيير في النهج هو أن التحويل الأصلي يجب ألا يكون أبدًا صحيحًا في المقام الأول لأنه يتضح من الإجراءات اللاحقة للتحويل أنهم كانوا غير صادقين في وقت التحويل.
تفاقمت حالة الارتباك وعدم الاستقرار في الهوية اليهودية في إسرائيل عندما شكك الحاخام الحريديم أفراهام شيرمان، من المحكمة الدينية العليا في إسرائيل، في صحة أكثر من 40 ألف تحول يهودي عندما أيد حكمًا أصدرته محكمة أشدود الحاخامية بإلغاء اعتناق اليهود بأثر رجعي. امرأة جاءت قبلهم لأنها في نظرهم فشلت في مراعاة الشريعة اليهودية (أسلوب حياة أرثوذكسي).
تعمقت هذه الأزمة، عندما شككت الحاخامية الإسرائيلية في صحة الجنود الذين خضعوا للتحويل في الجيش، مما يعني أن الجندي الذي قُتل أثناء العمل لا يمكن دفنه وفقًا للقانون اليهودي. في عام 2010, خلقت الحاخامية مزيدًا من عدم الثقة في عملية التحول عندما بدأت في رفض الاعتراف بالمتحولين الأرثوذكس من الولايات المتحدة على أنهم يهود. في الواقع، اعتبرت ابنة أخت الصهيوني الشهير ناحوم سوكولوف مؤخرًا «ليست يهودية بما يكفي» للزواج في إسرائيل، بعد أن فشلت في إثبات نقاء الدم اليهودي لأربعة أجيال.
في أعقاب فضيحة ألقي فيها القبض على الحاخام الأمريكي باري فروندل بتهمة تركيب كاميرات خفية في ميكفيه لتصوير النساء المتحولات أثناء خلع ملابسهن، قالت الحاخامية الإسرائيلية إنها ستراجع صحة جميع التحويلات السابقة التي أجراها فروندل، ثم سرعان ما تراجعت عن قرارها، موضحًا أنه كان ينضم إلى المجلس الحاخامي الأرثوذكسي الأمريكي في تأكيد صحة التحولات.
في ديسمبر 2014, قررت محكمة إسرائيلية إلغاء التحويل. كتب القاضي نيل هندل في قراره: «مثلما تتمتع المحكمة المدنية بالسلطة غير القابلة للتصرف لإلغاء - في حالات نادرة للغاية - حكم نهائي، كذلك تفعل محكمة التحول الديني الخاصة. وإلا، فإننا نسمح للأحكام التي معيبة من بدايتها في الوجود إلى الأبد».

## الآثار
بمجرد الخضوع للتحول الديني الصحيح إلى اليهودية لا يمكن نقضه. ومع ذلك، قد يقرر بيت دين أن التحويل باطل لأنه لم يتم إجراؤه بشكل صحيح في المقام الأول. على سبيل المثال، إذا تم تنفيذ طقوس المكفيه بشكل غير صحيح. في السنوات الأخيرة، تم إلغاء العديد من اعتناق الأرثوذكس. في عام 2008, أبطلت أعلى محكمة دينية في إسرائيل عملية تحويل 40 ألف يهودي، معظمهم من عائلات روسية مهاجرة، على الرغم من موافقة حاخام أرثوذكسي عليهم. أدى الجدل حول ما يشكل بيت دين صالحًا للتحويل ولإلغاء التحويلات إلى حدوث انقسامات في العالم الأرثوذكسي. إنه حكم ضمني على شخصية واستقامة الحاخامات في تلك المحكمة الدينية. على سبيل المثال، عندما الحاخام باري فرونديل اعتقل بتهمة استراق النظر لتصوير النساء المتحولين في mikveh أشرف، الحاخامية الكبرى في إسرائيل هددت في البداية لمراجعة وربما تبطل التحويلات قد Freundel شاركت في الموافقة. تم تفادي أزمة بين الحاخامات الأمريكيين والإسرائيليين عندما وافقت الحاخامية الكبرى على اعتبار جميع التحويلات التي أكملها فرونديل صحيحة.

### العلاقات بين اليهود والمرتدين
اليهودية حاليًا ليست دينًا تنويريًا صريحًا. تعلم اليهودية أن الصالحين من جميع الأمم لهم مكان في الحياة الآخرة. كما هو الحال في الديانات الإبراهيمية الأخرى، تتطلب الشريعة اليهودية صدق من يحتمل تغييره. في ضوء الاعتبارات السابقة، فإن معظم السلطات حريصة جدًا على ذلك. في الأساس، يريدون أن يتأكدوا من أن الشخص الذي اعتنق الإسلام يعرف ما سيصل إليه، وأنهم يفعلون ذلك لأسباب دينية صادقة. ومع ذلك، في حين أن الاهتداء من أجل الحب إلى اليهودية يعتبر أفضل دافع، فإن التحول من أجل تجنب الزواج المختلط يكتسب القبول أيضًا.
هناك تقليد مفاده أنه يجب إبعاد المتحول المرتقب ثلاث مرات كاختبار للإخلاص، على الرغم من أن معظم الحاخامات لم يعودوا يتبعون التقليد. لا المجلس الحاخامي الأمريكي ولا الجمعية الحاخامية, المنظمات الأمريكية الأرثوذكسية والمحافظة الرائدة تقترح اتخاذ هذا الإجراء في سياسات التحول الخاصة بهم, مع المؤتمر المركزي للحاخامات الأمريكيين (CCAR) والاتحاد من أجل الإصلاح اليهودي (URJ)) تعارض بنشاط ممارساتها.

### اعتبارات الهلاخية
تحظر الهلاخية إساءة معاملة المتحول, بما في ذلك تذكير المتحول بأنه لم يكن يهوديًا في يوم من الأيام.  ومن ثم، لا يوجد تمييز يذكر في اليهودية بين أولئك الذين يولدون يهودًا وأولئك الذين هم يهود نتيجة للتحول. ومع ذلك، على الرغم من حماية الهلاخية لحقوق المتحولين، اتُهمت بعض المجتمعات اليهودية بمعاملة المتحولين على أنهم يهود من الدرجة الثانية. على سبيل المثال، حظرت العديد من مجتمعات اليهود السوريون التحويل ورفضت الاعتراف بأي تحول لليهود، بما في ذلك تلك التي تتم تحت رعاية الأرثوذكس (ربما متأثرة بطوائف في سوريا مثل الدروز الذين لا يقبلون المتحولين).
وفقًا للتفسيرات الأرثوذكسية للهالاخا، يواجه المتحولين عددًا محدودًا من القيود. يحظر الزواج بين أنثى اعتنقت الإسلام وكوهين (أعضاء من الطبقة الكهنوتية) ولا يرث أي أطفال في هذا الاتحاد وضع الأب كوهين. في حين أن اليهودي بالولادة لا يجوز له الزواج من ممزر، يمكن للمحول اليهودي. يمكن للمتحولين أن يصبحوا حاخامات. على سبيل المثال، يُعتقد أن الحاخام مئير بعل هنس من نسل أحد المرتدين. كان الحاخام عكيفا أيضًا ابنًا معروفًا جدًا لمعتنقيه. يسرد التلمود العديد من أعظم قادة الأمة اليهودية الذين إما انحدروا أو كانوا هم أنفسهم من المتحولين. في الواقع، ينحدر الملك داود من روث، التي تحولت إلى اليهودية. (Ruth 4:13–22) في المجتمعات الأرثوذكسية والمحافظة التي تحافظ على الفروق القبلية، يصبح المتحولون يسرائيلليم (الإسرائيليون), ويهود عاديون دون تمييز قبلية أو بين اليهود. يتبع المتحولين عادة عادات رعاياهم. حتى اعتنق الذي يصلي في السفارديم كنيس ستتبع الجمارك الشرقيين السفارديم وتعلم العبرية. 
يختار المتحول اسمه أو اسمها الأول العبري عند تغييره، ولكنه يُعرف تقليديًا باسم ابن أو ابنة إبراهيم وسارة، أول بطريرك وأم في التوراة، وغالبًا ما يكون مع المؤهل الإضافي «أفينو» (أبونا) و «إيمينو»(أمنا). ومن ثم، فإن شخصًا متحولًا اسمه Akiva يُعرف، لأغراض طقسية في كنيس، باسم "Akiva ben Avraham Avinu", في الحالات التي يتم فيها استخدام اسم الأم، مثل الصلاة من أجل الشفاء من المرض، يُعرف باسم "Akiva ben Sarah Imenu".
تتعدد الآراء التلمودية حول المتحولين. بعضها إيجابي وبعضها سلبي. اقتباس من التلمود يصف المتحول «بشدة على إسرائيل بأنه جرب». تشرح العديد من التفسيرات هذا الاقتباس على أنه يمكن أن يكون المعنى المتحولين غير ملاحظين ويؤدي باليهود إلى أن يكونوا غير ملاحظين، أو أن المتحولين يمكن أن يكونوا ملتزمين لدرجة أن اليهود المولودين يشعرون بالخجل.

## يهود باختيارهم
غالبًا ما يستخدم مصطلح «يهودي بالاختيار» لوصف شخص اختار التحول إلى اليهودية، دون أي صلة سلفية بالشعب اليهودي. غالبًا ما يتناقض مع مصطلحات مثل «يهودي بالولادة» (أو «يهودي بالصدفة»). أحيانًا ما تُفهم ممارسة التحول إلى اليهودية في اليهودية الأرثوذكسية من حيث التناسخ. وفقًا لمدرسة الفكر هذه في اليهودية، عندما ينجذب غير اليهود إلى اليهودية، فذلك لأنهم كانوا يهودًا في حياة سابقة. قد «تتجول هذه الأرواح بين الأمم» من خلال حياة متعددة، حتى تجد طريق عودتها إلى اليهودية، بما في ذلك من خلال إيجاد نفسها مولودة في عائلة غير دينية مع سلف يهودي «مفقود».

## بني أنوسيم
في العقود الأخيرة، كان هناك اهتمام متجدد بالتحول اليهودي مع بعض بني أنوسيم، أي أحفاد اليهود الذين أجبروا على التحول إلى ديانات أخرى.
المصطلح العبري للمتحولين بالإكراه هو "Anusim", بينما يُطلق على أحفاد المتحولين المذكورين "Bnei Anusim".
في العصر الحديث، كانت المجموعة الوحيدة الأكثر شهرة وعددًا من المتحولين من بني أنوسيم هم السفارديم بني أنوسيم، أحفاد هؤلاء اليهود السفارديم الذين أجبروا على التحول إلى المسيحية خلال محاكم التفتيش الإسبانية والبرتغالية. تم العثور عليها في جميع أنحاء أيبيريا (إسبانيا والبرتغال) وأمريكا الأيبيرية (البلدان ذات الأصول الأسبانية في الأمريكتين بالإضافة إلى البرازيل). كان هناك نمو مطرد مستمر بينهم الذين أصبحوا الآن من المتحولين المحتملين، ويسعون بنشاط للعودة إلى اليهودية.[بحاجة لمصدر]
نظرًا لأن العديد من بني أنوسيم (أي أحفاد المتحولين القسريين) يفتقرون إلى خط النسب اليهودي الأمومي غير المنقطع أو يفتقرون إلى أدلة وثائقية مرضية لهذا الغرض (حتى لو تمكنوا من إثبات أصل يهودي على طول أحد أو كل سلالاتهم الأخرى إلى جانب نسبهم الأمومي المباشر), كان التحول خيارًا متزايدًا لهم للعودة إلى اليهودية.

## روابط خارجية
- التحول الأرثوذكسي إلى اليهودية
- الجامعة اليهودية الأمريكية: مقدمة ميلر لبرنامج اليهودية
- الأخبار اليهودية الكندية: عملية التحويل رحلة عاطفية لجميع المعنيين
- يشيفا دارشان: التعلم اليهودي للمبتدئين والتحويل إلى اليهودية
- التحويل إلى مركز موارد اليهودية
- Chabad.org: كيفية التحول إلى اليهودية
- الاتحاد الأرثوذكسي: التحول إلى اليهودية
- معهد الأفكار والمثل اليهودية: التحول إلى اليهودية
- ناتيف - المركز الوطني للدراسات اليهودية والهوية والتحويل